# Copa del Rei de futbol 1921
La Copa del Rei de futbol 1921 va ser la 19ena edició de la Copa d'Espanya.

## Detalls
La competició es disputà entre el 9 d'abril i el 8 de maig de 1921.
Equips classificats:
- Biscaia: Athletic de Bilbao
- Guipúscoa: Real Unión
- Regió Centre: Athletic Madrid
- Regió Sud: Sevilla FC
- Galícia: Fortuna Vigo
- Astúries: Sporting de Gijón
- Catalunya: FC Barcelona
- Llevant: Levante de Murcia

## Fase final
|  | Quarts de final         | Quarts de final         | Quarts de final         |   |                 | Semifinals             | Semifinals             | Semifinals             |  |                         | Final     | Final     |
|  | 27 de març - 17 d'abril | 27 de març - 17 d'abril | 27 de març - 17 d'abril |   |                 | 17 d'abril - 2 de maig | 17 d'abril - 2 de maig | 17 d'abril - 2 de maig |  |                         | 8 de maig | 8 de maig |
|  |                         |                         |                         |   |                 |                        |                        |                        |  |                         |           |           |
|  | Fortuna de Vigo         | 5                       | 2                       |   |                 |                        |                        |                        |  |                         |           |           |
|  | Real Unión Club         | 1                       | 3                       |   |                 |                        |                        |                        |  |                         |           |           |
|  | Real Unión Club         | 1                       | 3                       |   | Real Unión Club | 1                      | 2                      |                        |  |                         |           |           |
|  |                         |                         |                         |   | Real Unión Club | 1                      | 2                      |                        |  |                         |           |           |
|  |                         | Athletic Club de Madrid | 2                       | 5 |                 |                        |                        |                        |  |                         |           |           |
|  | Athletic Club de Madrid | Athletic Club de Madrid | 2                       | 5 |                 |                        |                        |                        |  |                         |           |           |
|  |                         |                         |                         |   |                 |                        |                        |                        |  |                         |           |           |
|  | FC Barcelona            |                         |                         |   |                 |                        |                        |                        |  |                         |           |           |
|  |                         |                         |                         |   |                 |                        |                        |                        |  | Athletic Club de Madrid | 1         |           |
|  |                         | Athletic Club           | 4                       |   |                 |                        |                        |                        |  |                         |           |           |
|  | Sevilla FC              | 2                       | 3                       |   |                 |                        |                        |                        |  |                         |           |           |
|  | Levante FC de Murcia    | 0                       | 0                       |   |                 |                        |                        |                        |  |                         |           |           |
|  | Levante FC de Murcia    | 0                       | 0                       |   | Sevilla FC      | 4                      | 1                      |                        |  |                         |           |           |
|  |                         |                         |                         |   | Sevilla FC      | 4                      | 1                      |                        |  |                         |           |           |
|  |                         | Athletic Club           | 2                       | 1 |                 |                        |                        |                        |  |                         |           |           |
|  | Athletic Club           | Athletic Club           | 2                       | 1 | 2               | 1                      |                        |                        |  |                         |           |           |
|  | Athletic Club           |                         |                         |   | 2               | 1                      |                        |                        |  |                         |           |           |
|  | Sporting de Gijón       | 1                       | 0                       |   |                 |                        |                        |                        |  |                         |           |           |

## Quarts de final
El FC Barcelona renuncià en protesta per la decisió de la Federació de traslladar la seu de la final de Sevilla a Bilbao. At. de Madrid classificat.

### Anada
| Fortuna Vigo | 5-1 | Real Unión |
| ------------ | --- | ---------- |
|              |     |            |

 Estadi de Bouzas, Vigo
| Athletic Bilbao | 2-1 | Sporting Gijón |
| --------------- | --- | -------------- |
|                 |     |                |

 Estadi de San Mamés, Bilbao
| Sevilla FC | 2-0 | Levante de Murcia |
| ---------- | --- | ----------------- |
|            |     |                   |

 Estadi Reina Victoria, Sevilla

### Tornada
| Real Unión | 3-2 | Fortuna Vigo |
| ---------- | --- | ------------ |
|            |     |              |

 Estadi d'Amute, Irun
| Sporting Gijón | 0-1 | Athletic Bilbao |
| -------------- | --- | --------------- |
|                |     |                 |

 El Molinón, Gijón
| Levante de Murcia | 0-3 | Sevilla FC |
| ----------------- | --- | ---------- |
|                   |     |            |

 Múrcia

### Desempat
| Fortuna Vigo | 3-4 | Real Unión |
| ------------ | --- | ---------- |
|              |     |            |

 Madrid

## Semifinals

### Anada
| Real Unión | 1-2 | Athletic Madrid |
| ---------- | --- | --------------- |
|            |     |                 |

 Estadi d'Amute, Irun
| Sevilla FC | 4-2 | Athletic Bilbao |
| ---------- | --- | --------------- |
|            |     |                 |

 Madrid

### Tornada
| Athletic Madrid | 5-2 | Real Unión |
| --------------- | --- | ---------- |
|                 |     |            |

 Madrid
| Athletic Bilbao | 1-1 | Sevilla FC |
| --------------- | --- | ---------- |
|                 |     |            |

 Madrid
El Sevilla FC guanyà les semifinals però fou desqualificat per alineació indeguda a quarts de final.

## Final
| Athletic Bilbao                       | 4 - 1 | Athletic Madrid |
| ------------------------------------- | ----- | --------------- |
| Laca 29', 73' · Acedo 41' (pen.), 68' |       | 38' Triana      |

## Campió
| Campions de la Copa d'Espanya 1921 |
| ---------------------------------- |
| · Athletic Club · 8è títol         |